# Geschillencommissie
Een geschillencommissie is een instantie die beslist over zakelijke kwesties waar mensen het niet over eens kunnen worden. Een geschillencommissie beperkt zich gewoonlijk tot kwesties op een bepaald deskundigheidsgebied en ze worden vaak ingesteld door een brancheorganisatie of iets dergelijks. Het werk van een geschillencommissie is een vorm van bindend advies (in een conflict). Geschillencommissies zijn er in eerste plaats om de gang naar de rechter in gevallen van conflict te beperken en derhalve de belangen van brancheorganisaties te behartigen jegens de consumenten. 
Een geschillencommissie kan alleen optreden als beide partijen zich aan de uitspraak van de geschillencommissie verbonden hebben. Dat kan het geval zijn
- doordat partijen zich hebben verbonden aan algemene voorwaarden waarin dat staat opgenomen;
- doordat men lid is van een brancheorganisatie die een dergelijke geschillencommissie verplicht stelt;
- doordat ze een contract hebben, waarin een dergelijke bepaling is opgenomen;
- doordat ze daarover vooraf een afzonderlijke vaststellingsovereenkomst zijn aangegaan.

## Soorten geschillencommissies
Veel voorkomende soorten geschillencommissies zijn:
- Geschillencommissies voor consumenten - hierop kunnen consumenten een beroep doen die iets hebben gekocht of besteld bij een bedrijf dat bij zo'n geschillencommissie is aangesloten. Veel van deze commissies zijn opgericht door brancheorganisaties of beroepsorganisaties, soms in samenwerking met consumentenorganisaties. Alle leden van die brancheorganisatie zijn dan automatisch aangesloten bij de geschillencommissie. In Nederland zijn vele geschillencommissies voor consumentenzaken aangesloten bij de Stichting Geschillencommissies voor consumentenzaken (SGC).
- Geschillencommissies voor geschillen tussen werknemers en werkgevers of tussen ambtenaren en de overheid. Dergelijke geschillencommissies worden vaak ingesteld in het kader van een cao, om geschillen over de toepassing van de cao-regels op te lossen.
- Geschillencommissies voor geschillen tussen bedrijven onderling.
- Geschillencommissies voor huurders en aanvragers van woonruimte.